# Centre culturel d'Azazga
Pour les articles homonymes, voir Azazga (homonymie).

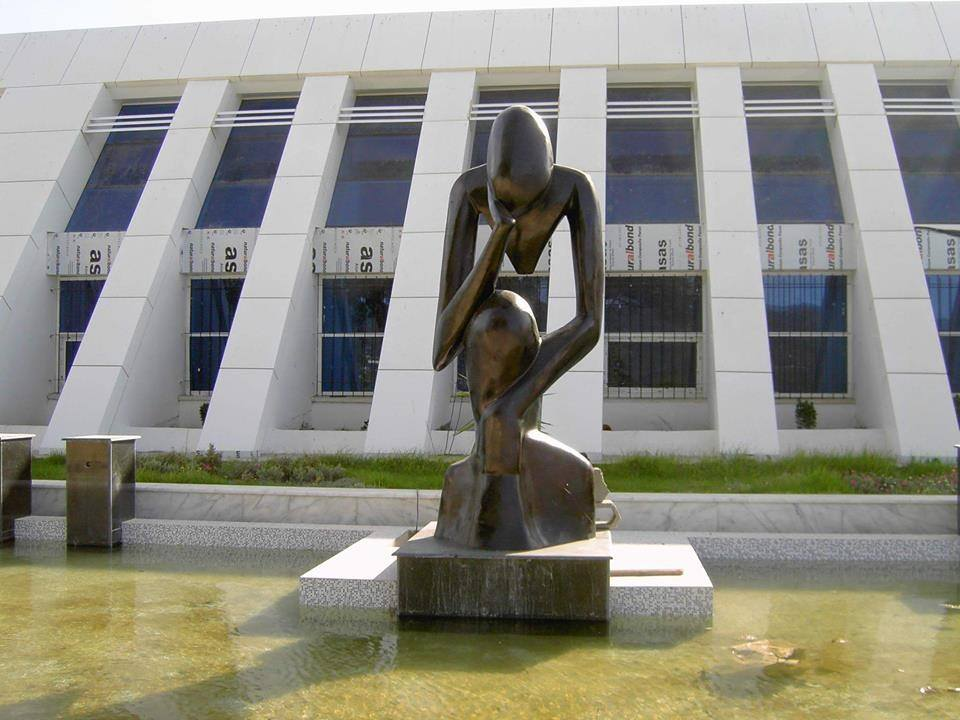
Statue devant le centre culturel.

Il s'agit d'un centre culturel qui se situe à Azazga en Algérie.

## Historique
La construction d'un centre culturel à Azazga est évoquée dès 1990 mais le projet n'est pas concrétisé. Un second projet est validé en 2006, les travaux débutent en 2007 et le centre est inauguré en mars 2012. Une pétition pour lui attribuer le nom du dramaturge kabyle Abdallah Mohia circule à ce moment-là, mais les autorités algériennes refusent,.

## Infrastructure
Le centre comporte une salle de spectacles de 500 places et un espace d'exposition.

## Activités
Le centre accueille des spectacles de différentes natures, notamment films et concerts ains que des congrès et conférences,.